# Sadi Irmak
Mahmut Sadi Irmak (Seydişehir, 1904 – Istanbul, 11 novembre 1990) è stato un politico turco.

## Biografia
È stato Primo ministro della Turchia per un Governo provvisorio dal novembre 1974 al marzo 1975. 
Dall'ottobre 1981 al dicembre 1983 è stato Presidente della Grande Assemblea Nazionale Turca. Inoltre dal marzo 1943 al settembre 1947 è stato Ministro del lavoro nei Governi guidati da Mehmet Recep Peker e da Şükrü Saracoğlu.